# Église Notre-Dame de L'Hôpital-sous-Rochefort
Pour les articles homonymes, voir Église Notre-Dame.
L'église Notre-Dame est une église catholique située à L'Hôpital-sous-Rochefort, en France.

## Localisation
L'église est située dans le département français de la Loire, sur la commune de L'Hôpital-sous-Rochefort.

## Historique
Ancienne église du prieuré dépendant de l'abbaye de la Chaise-Dieu depuis l'accord de 1116 avec l'archevêque de Lyon. Il ne reste de l'église romane que le carré de la croisée du transept.
La nef a été refaite au XVe siècle ainsi que le clocher terminé en même temps que l'enceinte du village. La voûte de la nef est refaite par la prieur Guillaume de la Merlée.

## Protection
L'édifice est classé au titre des monuments historiques le 27 juillet 1938,.

### Description
La voûte initiale était voûtée en berceau en plein cintre. Les croisillons et la travée du chœur sont voûtés en berceau brisé. Sur chaque croisillon sont ouvertes des chapelles avec absidioles communiquant avec le chœur. Le chœur comprend une travée droite se terminant sur une abside hémi-circulaire voûtée en cul-de-four.

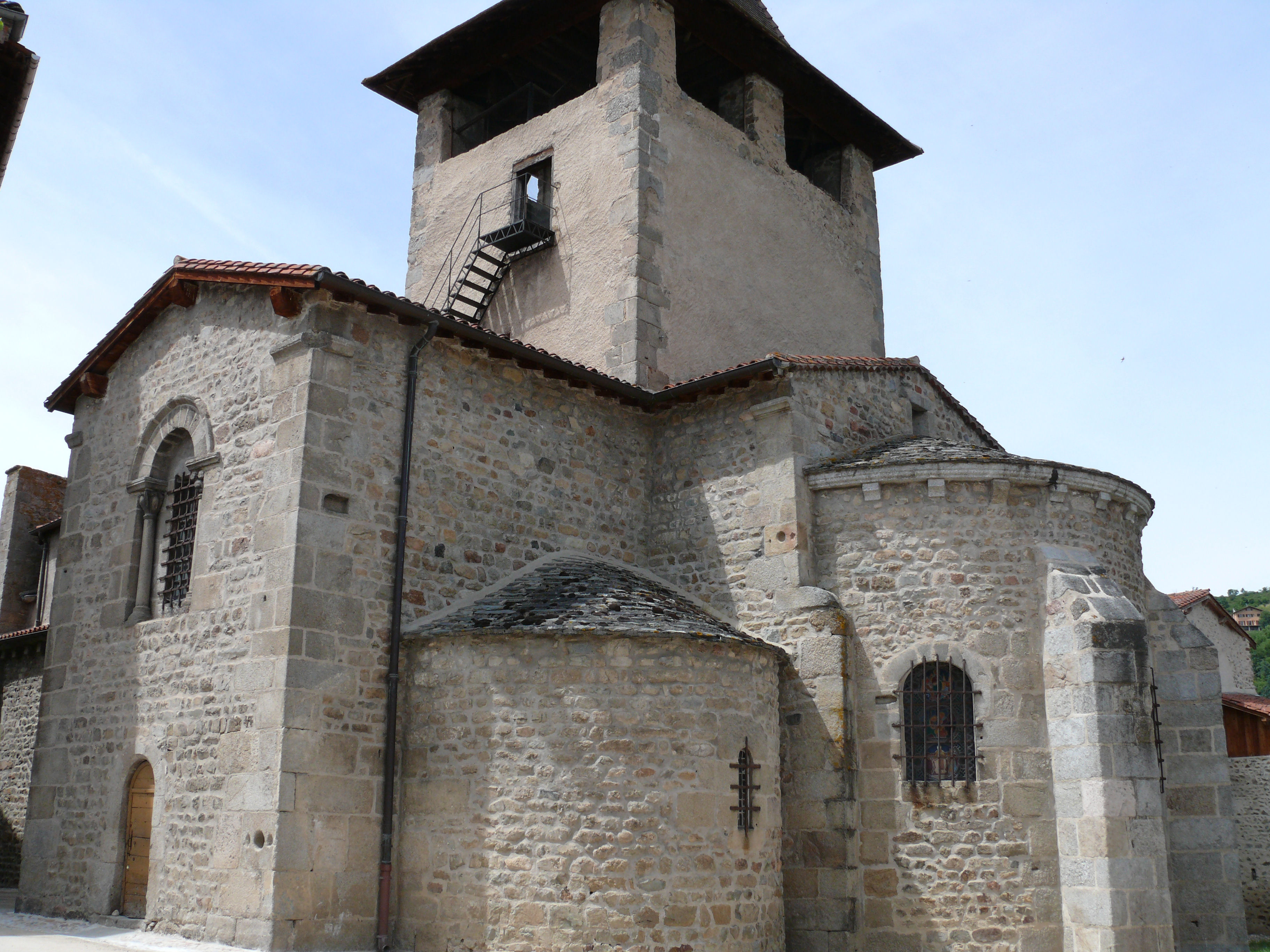
Chevet, croisillon sud du transept et clocher.
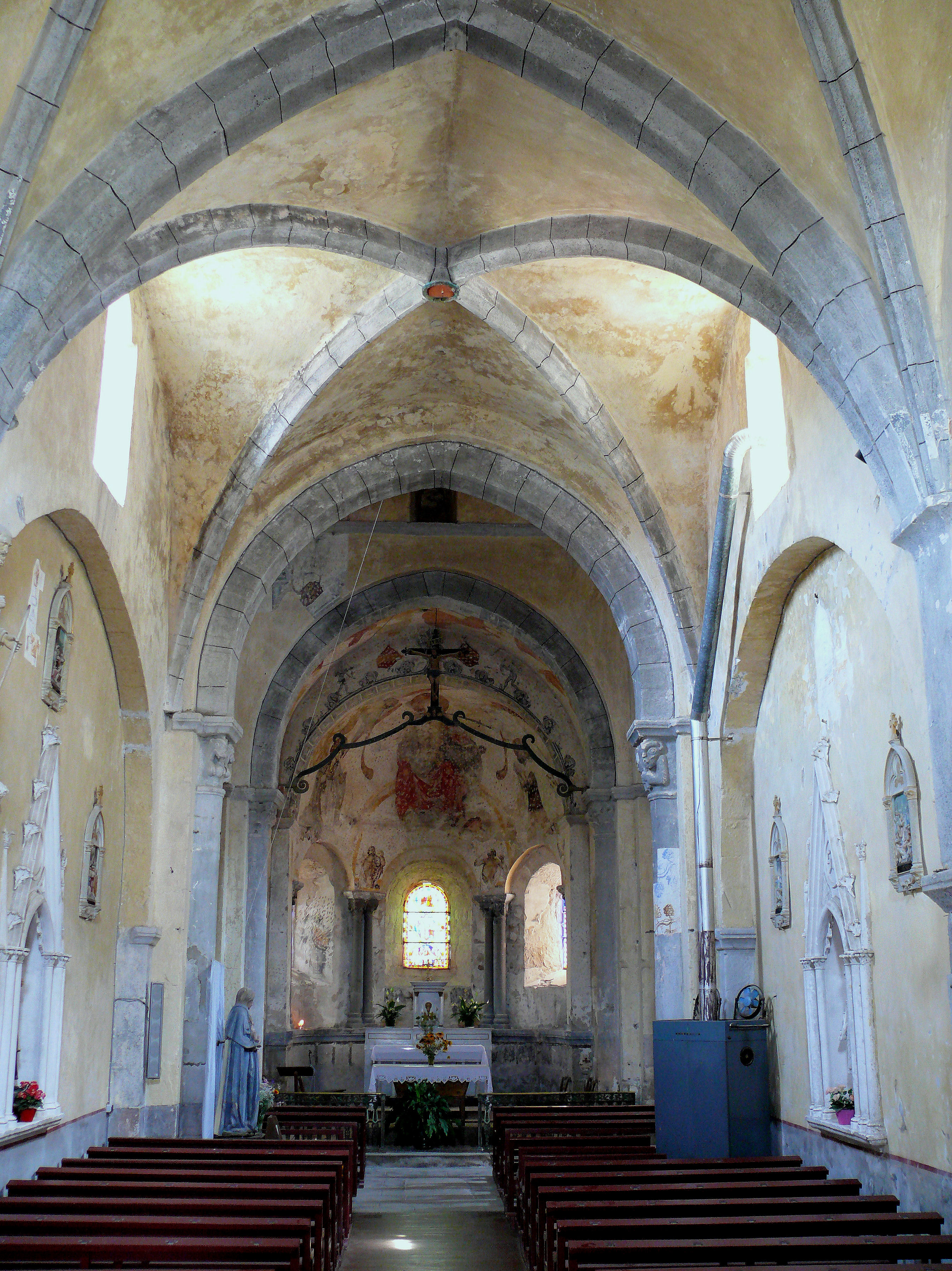
Nef.
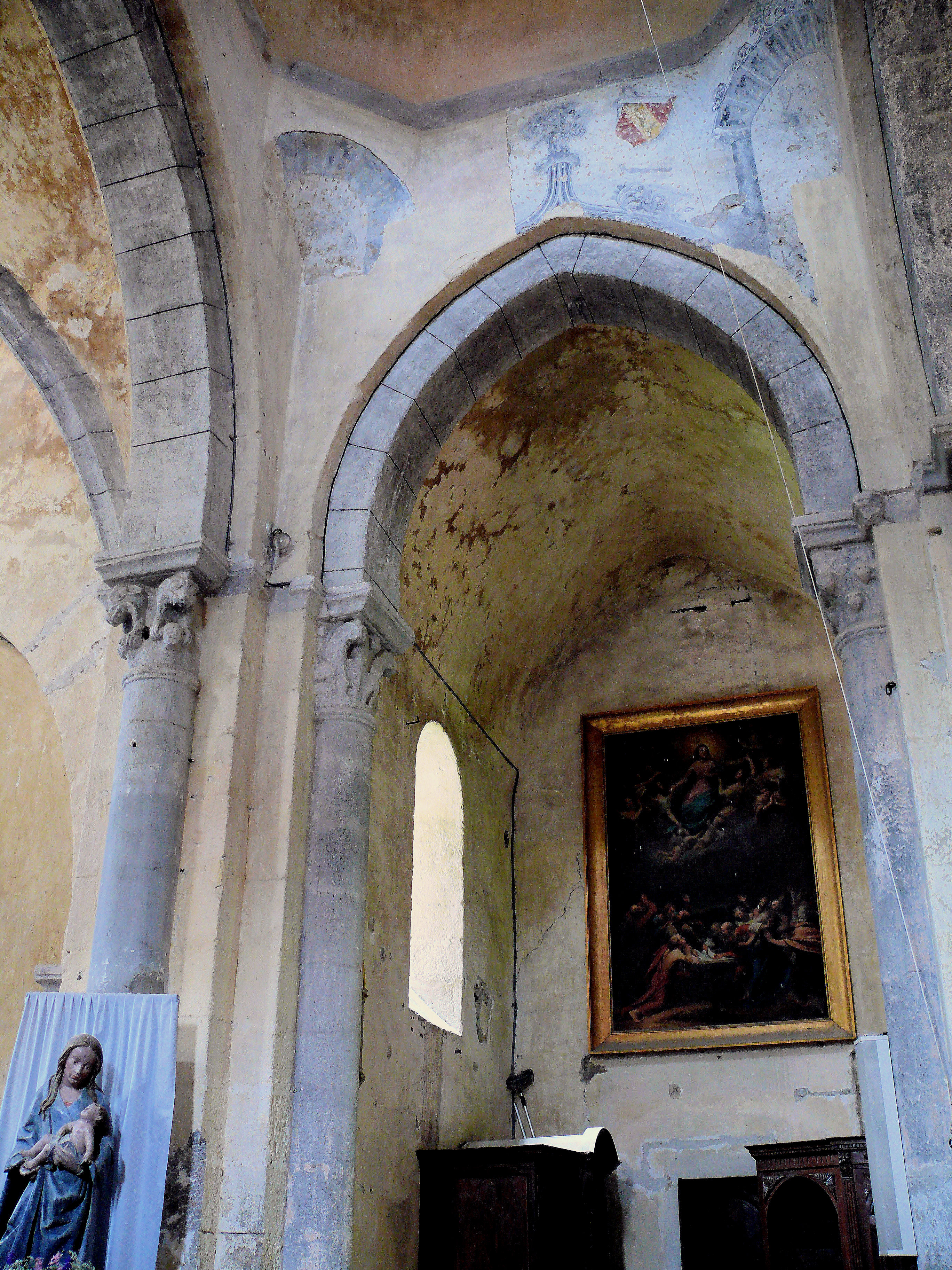
Croisée du transept, croisillon nord et Vierge à l'Enfant.
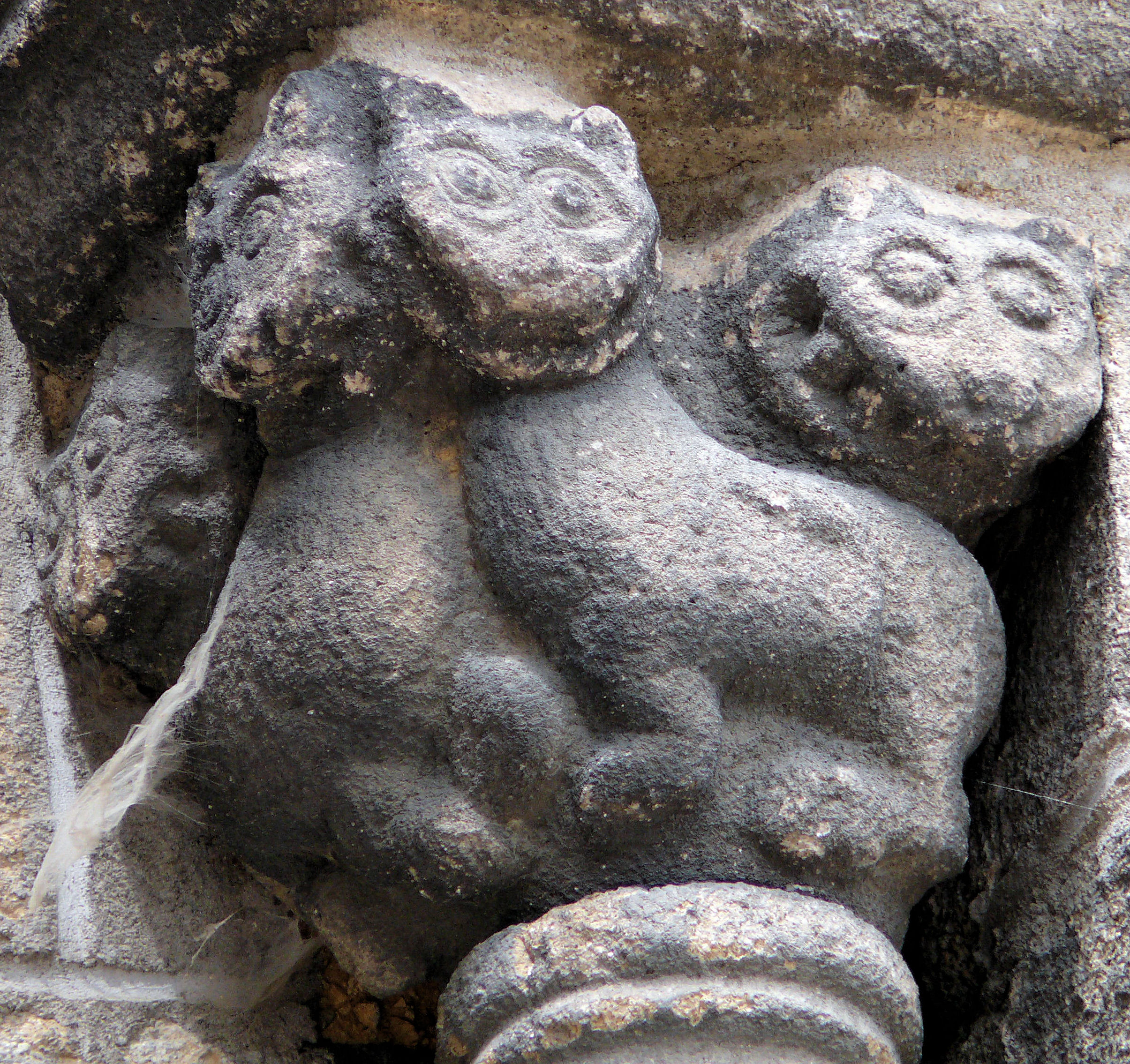
Chapiteau roman.

Le chœur a conservé des peintures murales du XVe siècle. Elles étaient connues depuis le XIXe siècle. En 2002, le restaurateur G.Emond a établi la stratification de celles-ci entre le XVe et XVIe siècles.
Le prieur Guillaume Mastin de la Merlée a fait peindre, vers 1485, les symboles des évangélistes sur la voûte de la travée du chœur.
La représentation du Jugement dernier et de la Résurrection sur la voûte en cul-de-four de l'abside a été peinte par son successeur, Claude Raybe de Saint-Marcel d'Urfé, prieur de 1485 à 1509. Au XVIIIe siècle a été ajouté des scènes de la vie de la Vierge en camaïeu bleu au-dessus du Jugement dernier - Annonciation à droite et Visitation à gauche - avec des motifs (pampre de vigne, pots à feu...).
Le Tétramorphe a été peint sur la première travée du chœur : le lion, l'ange, l'aigle et le taureau avec des phylactères où sont inscrits en lettres gothiques les noms des évangélistes.

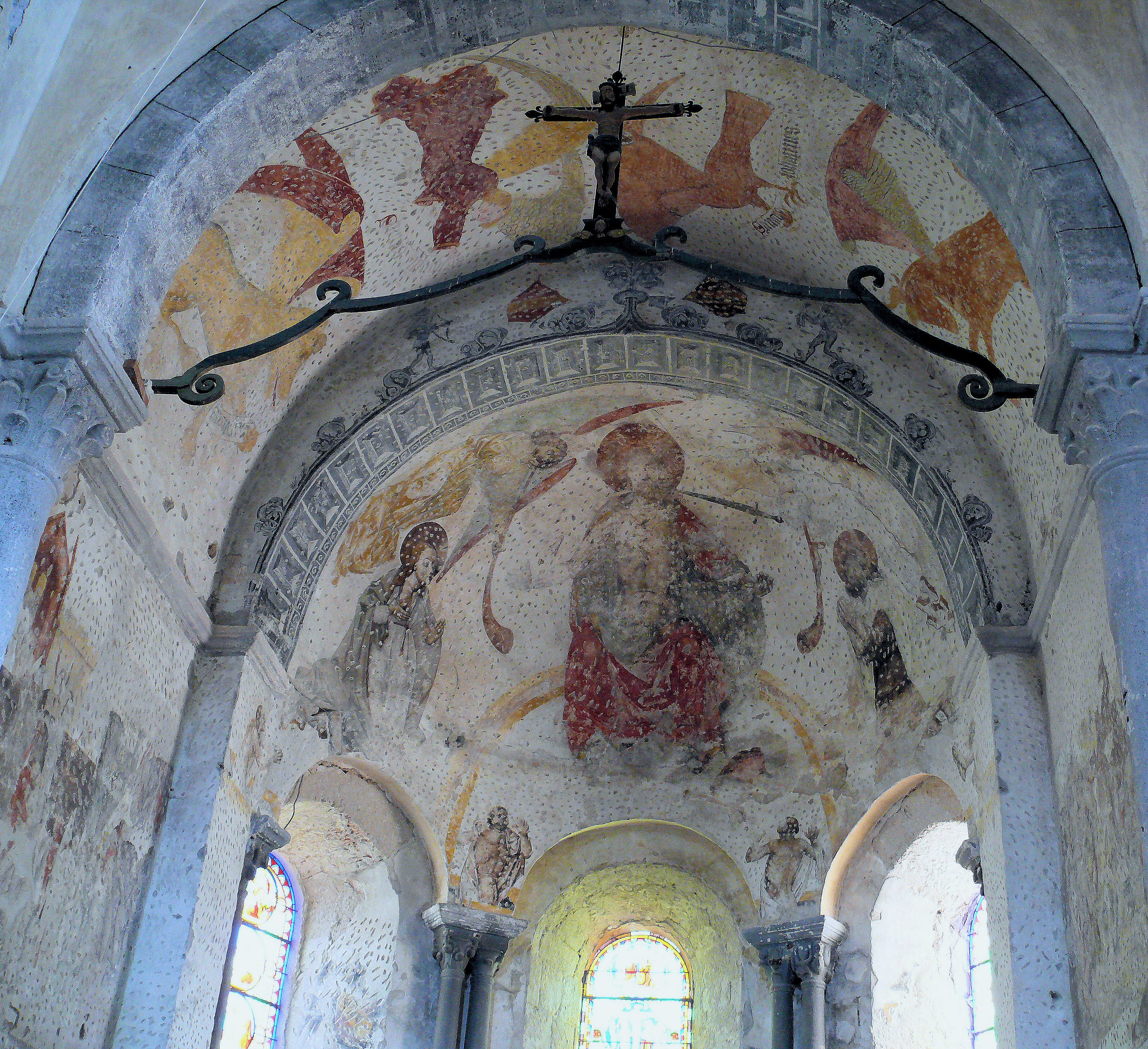
Peintures murales de la voûte de la travée du chœur et de l'abside.
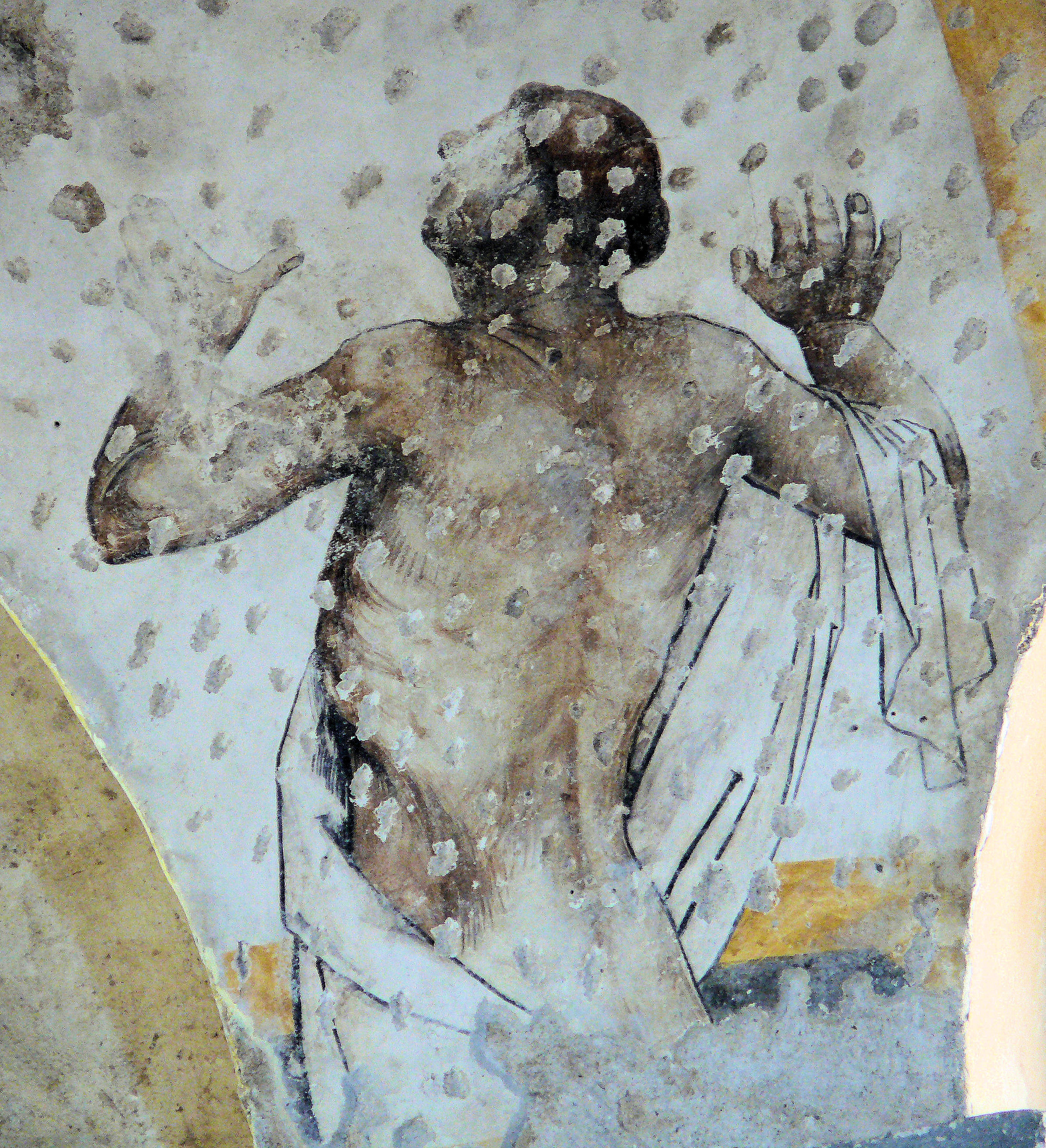
Un ressuscité de la peinture du Jugement dernier de l'abside.
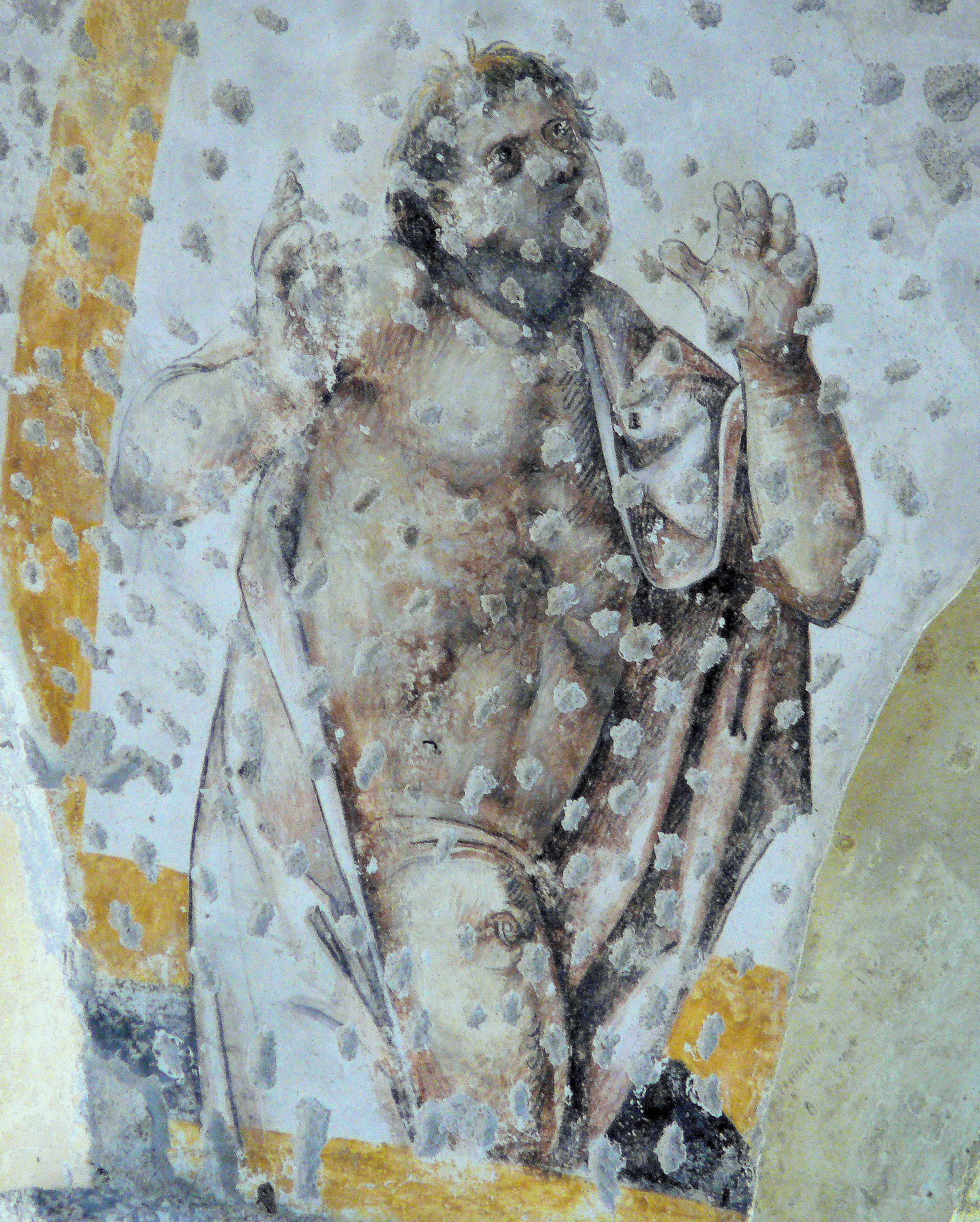
Un ressuscité.

## Mobilier

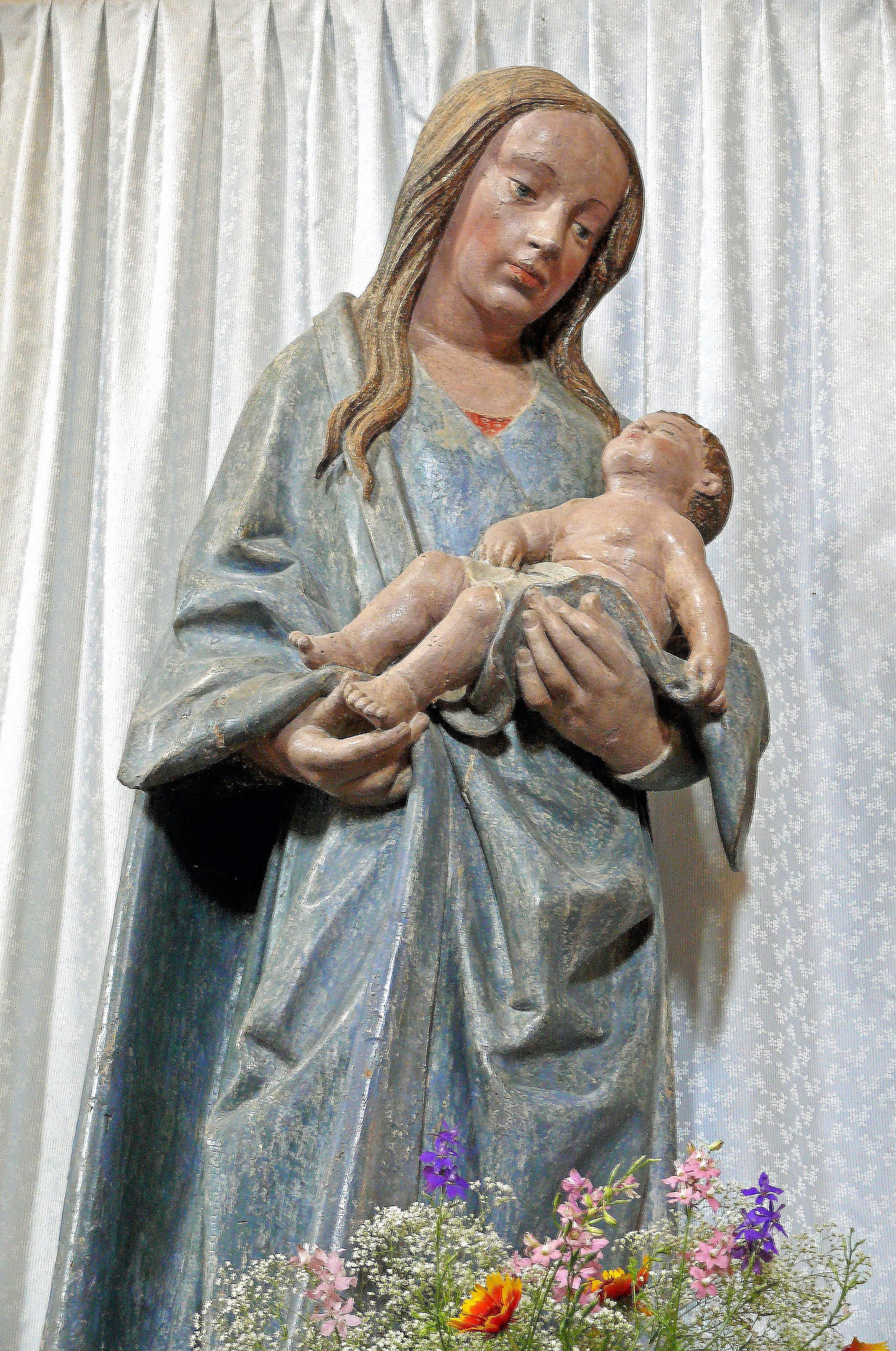
Vierge à l'Enfant

L'église conserve un mobilier assez important.
Parmi ce mobilier, on distingue une très belle statue en bois de Vierge à l'Enfant (hauteur: 1,58 m) de la Renaissance qui passe pour avoir été donné par Claude Raybe de Galles, prieur du lieu entre 1497 et 1509, chanoine comte de Lyon et chanoine de Notre-Dame de Montbrison et seigneur de Saint-Marcel-d'Urfé. À Saint-Marcel-d'Urfé il a fondé en 1508 la chapelle de La Chirat et a commandé une Vierge à l'Enfant en albâtre blanc de 1,51 m après la peste de Montbrison de 1507,. Trois Vierges en bois ont été réalisées entre 1500 et 1508, celle de Beaujeu qui se trouvait dans la collégiale avant sa démolition en 1793 et déposée au musée des Beaux-Arts de Lyon, à Saint-Alban,, et à L'Hôpital-sous-Rochefort. Il est possible que ces Vierges aient été exécutées par un atelier de huchier proche du Maître de Beaujeu. Pour Jacques Baudoin, la statue a été exécutée par un « artiste faisant le lien entre le milieu lyonnais et la cour ducale ». Mais elle peut aussi avoir été exécutée par Jean de Chartres, actif vers 1490-1512, qui a travaillé pour les ducs de Bourbon dans la mesure où elle a été commandée par le prieur Claude Raybe de Saint-Marcel d'Urfé qui en était le conseiller au début du XVIe siècle. Jacques Baudoin rappelle aussi deux noms proposés par les historiens de l'art : Jean de Rouen, tailleur d'images en bois lyonnais, à ne pas confondre avec Jean de Rouen, disciple de Michel Colombe, et Jean de Reins, présent à Moulins en 1497 en qualité de menuzier lequel madame (Anne de France) a fait venir de Lyon. La statue a été classée au titre objet le 15 mars 1892.
Plusieurs statues son protégées au titre objet des monuments historiques :
- buste-reliquaire de saint Libéral, pape, du 17e siècle[16],
- buste-reliquaire de sainte Julienne du 17e siècle[17],
- deux reliquaires-monstrances du 17e siècle[18].

## Vitraux
L'église possède deux verrières à trois médaillons dans l'abside réalisées par les peintres verriers Jean-Baptiste Barrelon et Josephus Veyrat en 1854,.

## Bâtiment du prieuré
Les bâtiments du prieuré étaient construits autour d'une cour rectangulaire. Le corps de bâtiment nord était intégré au rempart et comprend deux tours. Un porte du bâtiment sud, aujourd'hui murée, permettait d'accéder à l'église. Les bâtiments ont été remaniés par le prieur Guillaume de Merlée. De grandes cheminées portent ses armes. Le prieuré a décliné à partir du XVIIe siècle. Il a été vendu comme bien national à la Révolution et divisé en plusieurs lots. Il a été incendié en 1960. Le prieuré est une copropriété appartenant à des propriétaires privés et à la commune.

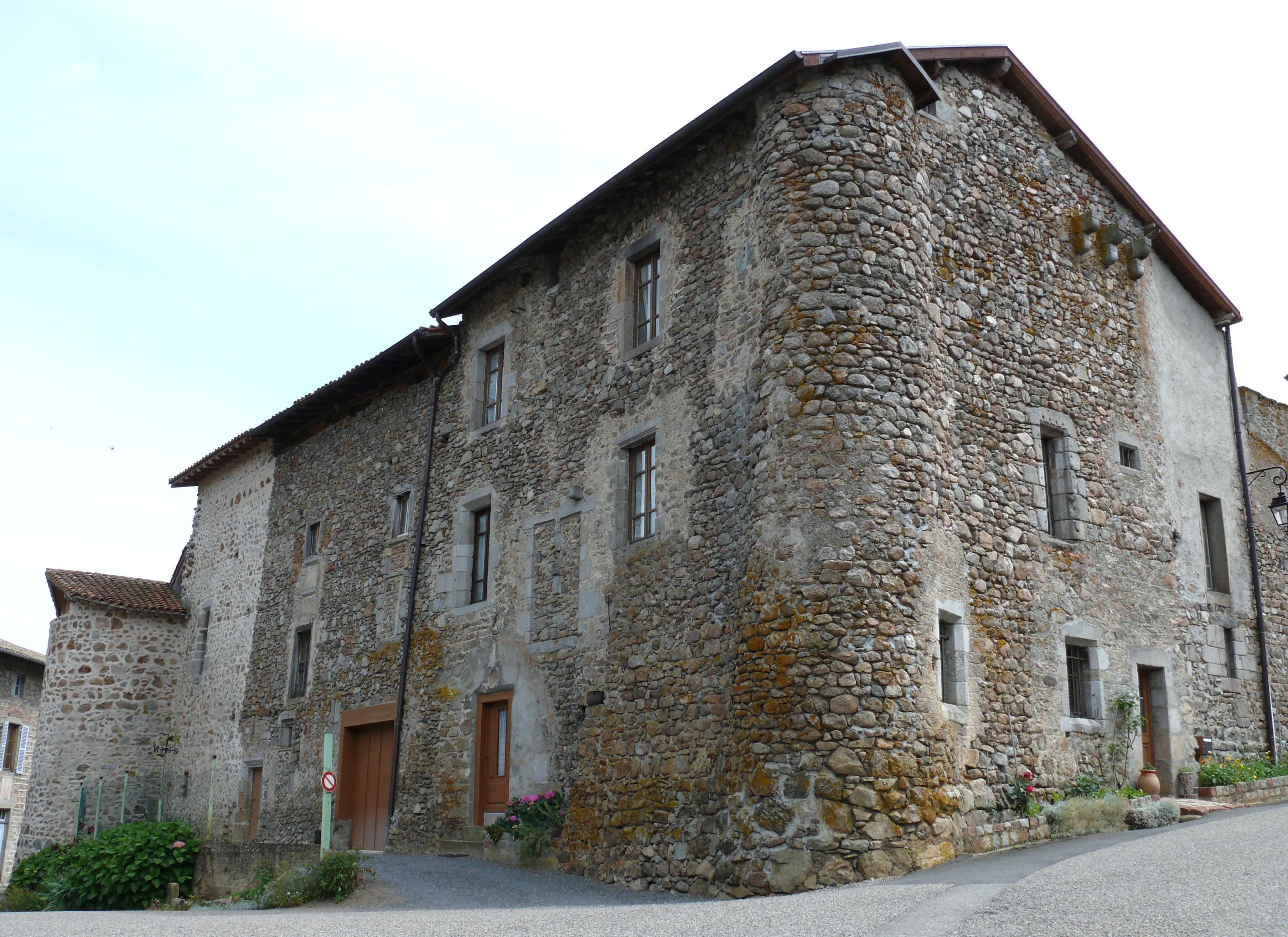
Le prieuré.